# Pipsjön, Hälsingland
Pipsjön är en sjö i Söderhamns kommun i Hälsingland och ingår i Norralaån-Ljusnans kustområde. Sjön har en area på 0,119 kvadratkilometer och ligger 6,1 meter över havet.

## Delavrinningsområde
Pipsjön ingår i det delavrinningsområde (679228-157330) som SMHI kallar för Mynnar i Dammsjön. Medelhöjden är 12 meter över havet och ytan är 2,18 kvadratkilometer. Det finns inga avrinningsområden uppströms utan avrinningsområdet är högsta punkten. Vattendraget som avvattnar avrinningsområdet har biflödesordning 2, vilket innebär att vattnet flödar genom totalt 2 vattendrag innan det når havet efter 1,9 kilometer. Avrinningsområdet består mestadels av skog (60 procent). Avrinningsområdet har 0,43 kvadratkilometer vattenytor vilket ger det en sjöprocent på 19,8 procent.